# HMS Sirius (1786)
HMS Sirius byl třístěžňový bark britského královského námořnictva. Ve službě byl v letech 1781–1790. Byl vlajkovou lodí první flotily, která do Austrálie roku 1788 přivezla první britské osadníky. Roku 1790 se potopil u přístavu Kingston na ostrově Norfolk.

## Stavba

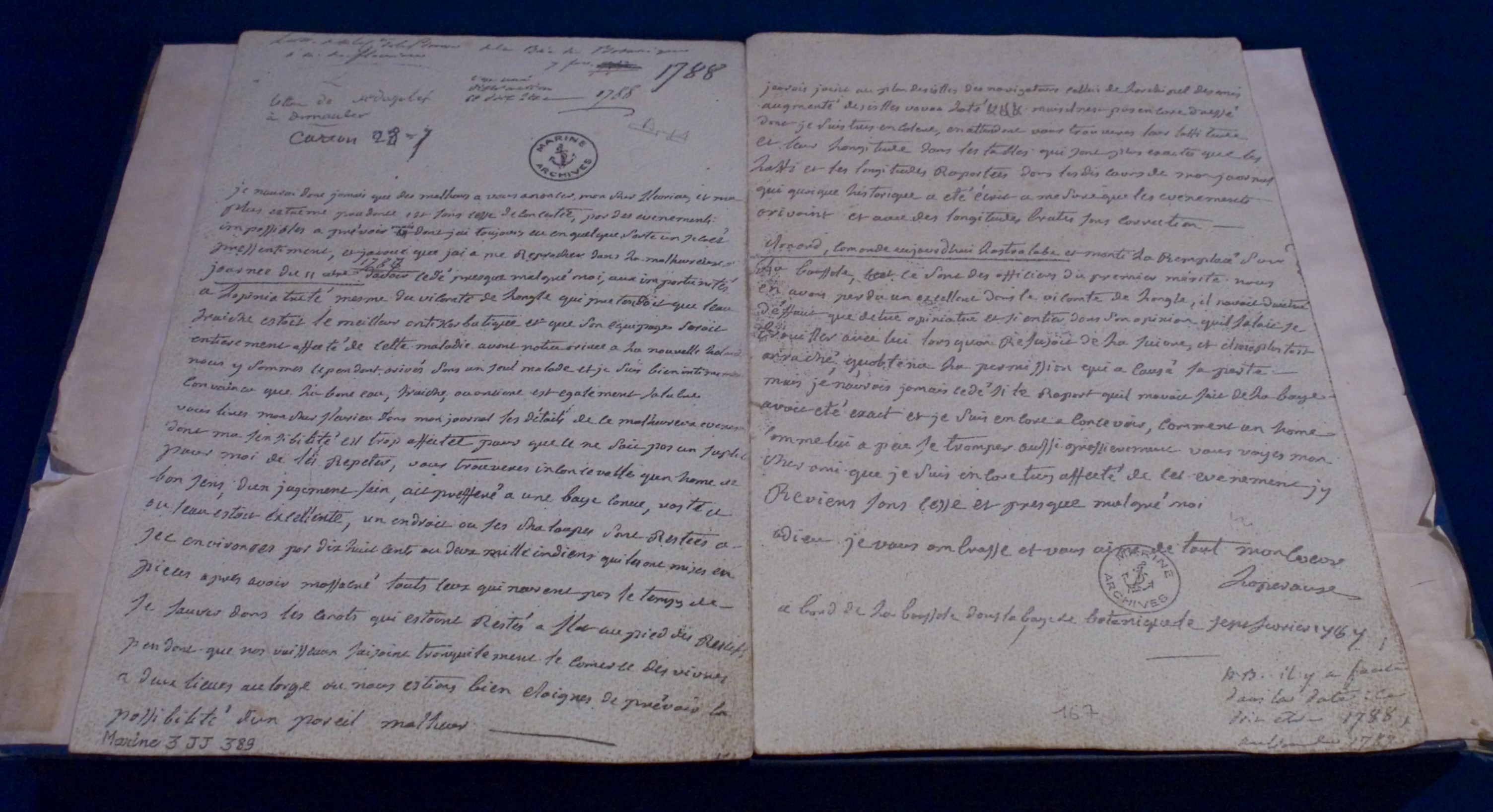
Poslední dopis napsaný mořeplavcem La Pérousem se do Evropy dostal prostřednictvím plavidla Sirius

Plavidlo bylo postaveno londýnskou loděnicí Christopher Watson and Co. jako obchodní loď Berwick. Na vodu bylo spuštěno roku 1780. Když jej následně poškodil požár, v listopadu 1781 jej jako HMS Berwick odkoupilo britské námořnictvo. Upravila a vystrojila jej loděnice Deptford Dockyard. Do služby bylo přijato v lednu 1782. Kategorizováno bylo jako plavidlo šesté třídy. Výzbroj plavidla tvořily čtyři 6liberní děla a šest 18liberních karonád. Trup byl zhotoven z teakového dřeva, dno bylo kryto měděnými pláty. Plavidlo mělo žlutý nátěr s černým pruhem.

## Služba

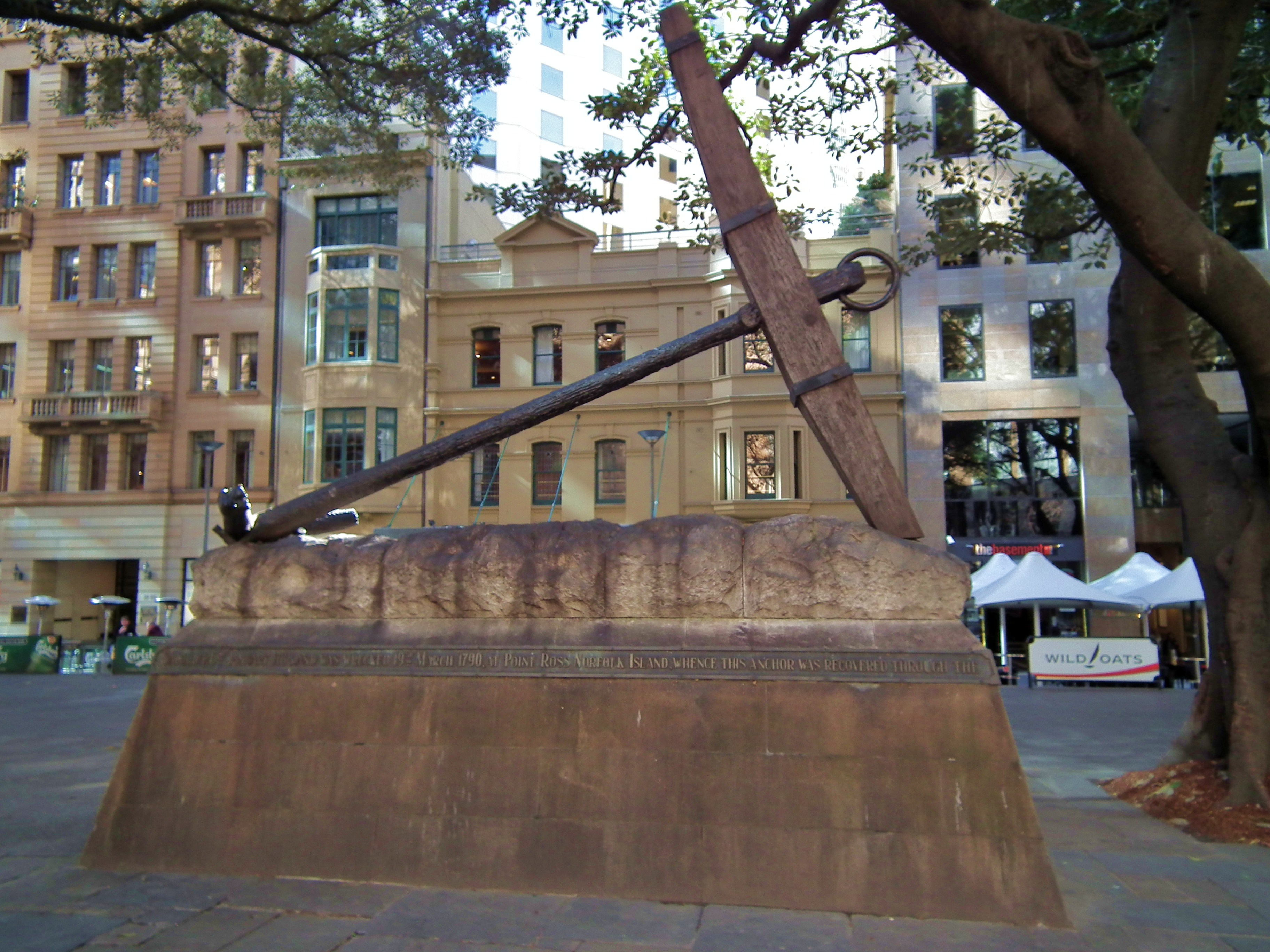
Kotva plavidla vystavená v parku Macquarie Place v Sydney

Po dokončení Berwick odplul do Severní Ameriky, kde probíhala poslední fáze Americké války za nezávislost a následně se v roce 1784 přesunul do Západní Indie. V roce 1785 byla loď upravena pro plavbu do Austrálie. Dne 12. října 1786 byla přejmenována na HMS Sirius. Sirius byl vlajkovou lodí (admirál Arthur Phillip) první flotily 11 plavidel, která 13. května 1787 vyplula z Portsmouthu do Austrálie, aby přivezla první osadníky (převážně trestance) do nové britské kolonie Nový Jižní Wales. Dne 20. ledna 1788 flotila přistála v Botanickém zálivu, kde však nebyl dostatek vody. Dne 26. ledna 1788 se proto flotila přesunula do Port Jackson (dnešní Sydney), neboť tam byly příznivější podmínky. Během více než osmiměsíční plavby zahynulo 40 z celkových 1300 členů posádek všech plavidel flotily.
V lednu 1788 do Botanického zálivu připlul francouzský objevitel Jean-François de La Pérouse s plavidly Astrolabe a Boussole. La Pérouse předal Britům několik dopisů s žádostí o jejich dopravení do Evropy. Byla to poslední zpráva, kterou La Pérouse informoval o své výpravě, neboť v březnu 1788 vyplul z Botanického zálivu a již jej nikdo nespatřil. Později bylo prokázáno, že jeho plavidla ztroskotala na ostrově Vanikoro, který je součástí souostroví Santa Cruz. Dne 2. října 1788 Sirius vyplul směrem do Kapského Města v Jižní Africe, aby odtamtud přivezl potřebné zásoby a zároveň odvezl zmíněné La Pérouseho písemnosti. Z Austrálie Sirius vyplul východním směrem, obeplul mys Horn a do cíle připlul na počátku ledna 1789. Z Kapského Města vyplul 20. února 1789 a do Port Jackson se vrátil 8. května 1789, tedy po cca osmiměsíční plavbě. Sirius přitom podnikl plavbu kolem světa.
Dne 7. března 1790 se Sirius vydal, v doprovodu menšího plavidla HMS Supply, na cestu z Port Jackson na ostrov Norfolk, aby tam dopravil vojáky, vězně a zásoby. Dne 19. března 1790 Sirius při pokusu o vyložení nákladu ztroskotal na útesu u zátoky Slaughter Bay, poblíž Kingstonu na Norfolku. Většinu nákladu se podařilo zachránit, plavidlo ale bylo zničeno. Kapitán John Hunter, budoucí druhý guvernér Nového Jižního Walesu, a důstojníci byli později soudem zproštěni viny za potopení plavidla. Kvůli nedostatku plavidel musela posádka počkat jedenáct měsíců, než se z ostrova dostala.

## Připomínky

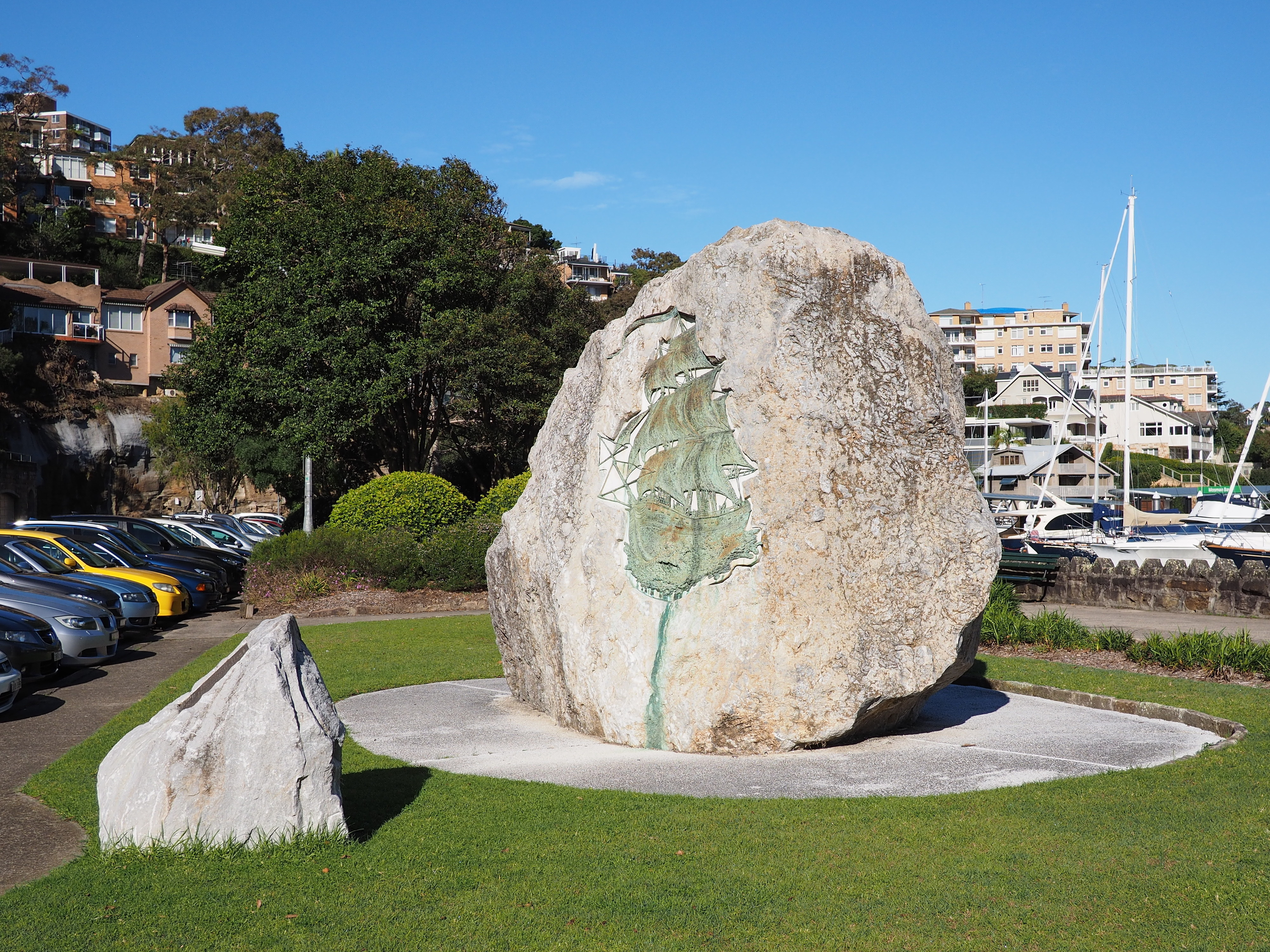
Památník s bronzovým reliéfem připomínající 200. výročí připlutí První flotily do dnešního Sydney

Roku 1965 televize NBC natočila Sirius na mořském dně. Roku 1973 byla vyzvednuta kotva. Následně bylo roku 1985 z vraku vyzvednuto více než 6000 artefaktů. Část jich je vystavena přímo na ostrově v Norfolk Island Museum. Toto muzeum mimo jiné vystavuje kotvu, karonády a dělové koule. Další předměty jsou vystaveny v Australian National Maritime Museum v Sydeny. Plavidlo dále připomíná několik památníků. Kotva a karonáda byly roku 1907 umístěny v parku Macquarie Place v Sydney. Roku 1989 byl v zátoce Mosman v Sydney odhalen pomník věnovaný Siriu. Tvoří jej bronzový bas-reliéf s vyobrazením plavidla, který zhotovil sochař Alex Sandor Kolozsy. Ten zhotovil hned několik odlitků. Druhý reliéf byl odhalen roku 1990 na ostrově Norfolk a třetí roku 1991 na ostrově Wight.